# 豐盛控股
豐盛控股有限公司，簡稱豐盛控股（英語：Fullshare Holdings Limited，港交所：0607），在1986年，由前主席楊渠旺，於香港（總部）成立「早利達有限公司」，以及在1989年，於東莞（總部）成立「東莞嘉利電器有限公司」，以上為已結業公司。
現時主要股東和主席為季昌群。當時經營生產、銷售和設計電子產品，現時為主要經營綠色建築、綠色城鎮的EPC、EMC服務以及房地產開發等領域。
股份則在2002年12月18日於港交所主板上市，前身為「匯多利國際控股有限公司」。招股價為0.8港元，發售股份為9375萬股，集資額為7500萬港元。
2014年12月24日，以4.3億元人民幣，收購江蘇安家利置業有限公司。

## 外部連結
- fullshare.com （页面存档备份，存于）